# Collado Mediano
Collado Mediano ist eine zentralspanische Gemeinde (municipio) mit 7.547 Einwohnern (Stand: 2024) im Norden der Autonomen Gemeinschaft Madrid. 

## Lage
El Molar liegt im Norden der Gemeinschaft Madrid und gilt als das Tor oder erste Dorf der Sierra Norte. Sie grenzt an Alpedrete, Becerril de la Sierra, Cercedilla, Collado Villalba, Guadarrama, Los Molinos, Moralzarzal und Navacerrada.

## Geschichte
Die früheste Besiedlung geht auf die Zeit des Römischen Reiches auf der Iberischen Halbinsel zurück. Während des Mittelalters wurde die Stadt von der Stadt Segovia beeinflusst. Im Jahr 1630 wurde die Stadt zu einer "Villa". Außerdem gibt es noch Reste von Schützengräben aus dem spanischen Bürgerkrieg von 1936.

## Bevölkerungsentwicklung
| 1842 | 1900 | 1950 | 1981 | 1991 | 2001 | 2011 |
| ---- | ---- | ---- | ---- | ---- | ---- | ---- |
| 261  | 541  | 966  | 1574 | 2232 | 4695 | 6626 |